# Instituto Can Vilumara

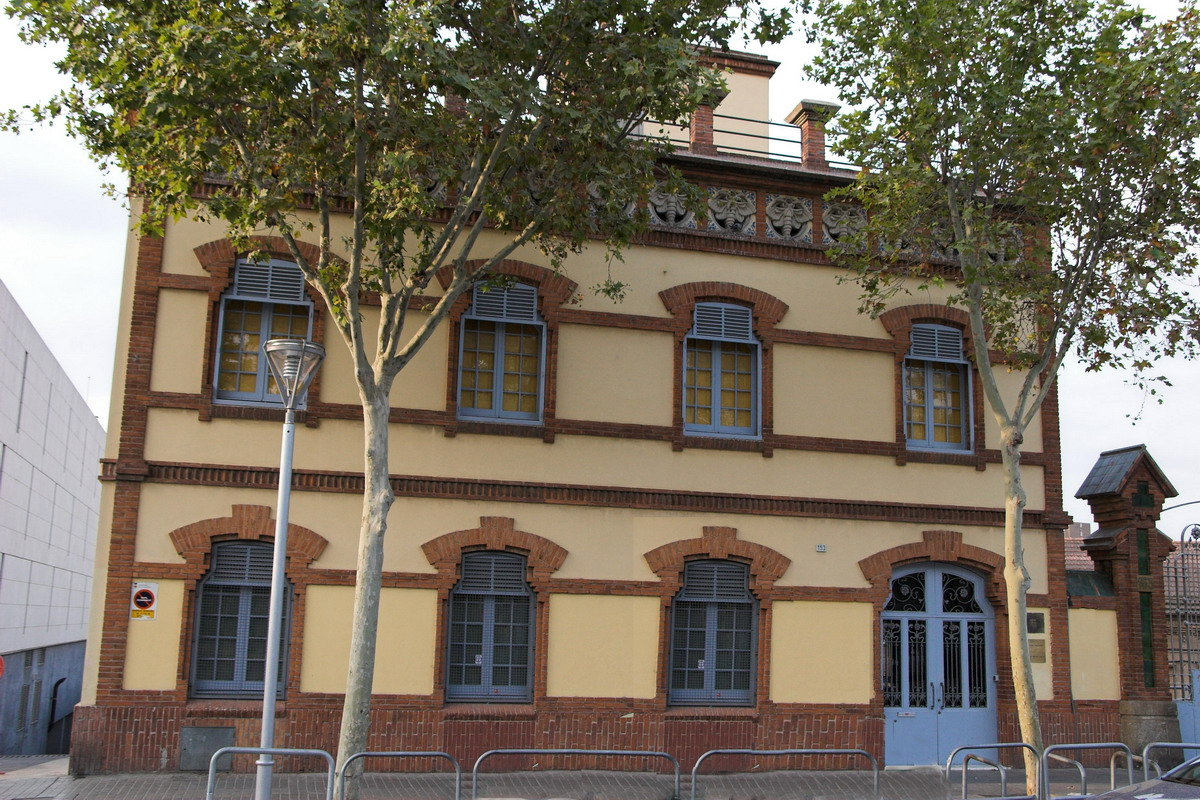
Edificio principal de la antigua fábrica de Can Vilumara

El Instituto de enseñanza secundaria Can Vilumara de Hospitalet de Llobregat, recibe su nombre del apellido de una familia de molineros y sederos del siglo XVII provenientes de Pont de Vilumara.
Parte de la familia se trasladó a Manresa donde construyeron fábricas de seda. Los descendientes tenían fábrica en  Barcelona, pero con la apertura de la parte alta de la avenida Diagonal, la trasladaron a Cornellá y a Hospitalet de Llobregat. Francesc Vilumara i Bayona hizo construir la fábrica que comenzó a funcionar a principios del siglo XX, exactamente en 1907 y era conocida con el sobrenombre de "Les Sedes"
En los años setenta y ochenta un grupo de políticos quisieron demoler la fábrica para crear un espacio verde, pero se encontraron con la oposición de la gente que quería conservar el edificio, tras el enfrentamiento la fábrica se preservó y más tarde se construyó el instituto.
Antes el instituto dependía del IB Mercè Rodoreda, al cabo de unos años el instituto se independizó y junto al instituto de formación de Hospitalet ocupó las instalaciones de la fábrica.
En 1995 estos dos centros se unen y el IB Vilumara y el instituto de formación profesional de Hospitalet se convirtieron en el Instituto Can Vilumara.
En 2008 se grabó parte del film Cobardes, dirigida por los hospitalenses Juan Cruz y José Corbacho, utilizado como centro en el que estudiaban los protagonistas de la película.